# ユニバーシティー高校
ユニバーシティー高校は、アメリカ合衆国カリフォルニア州ロサンゼルス(ロサンゼルス統一学区)にある高等学校。ウォレン・ジー・ハーディング高校として1924年に開校した。日系人の強制収容があったので、1942年に3分の1の学生は卒業できなかった。

## ロケ地として撮影された映像作品

### 劇場映画

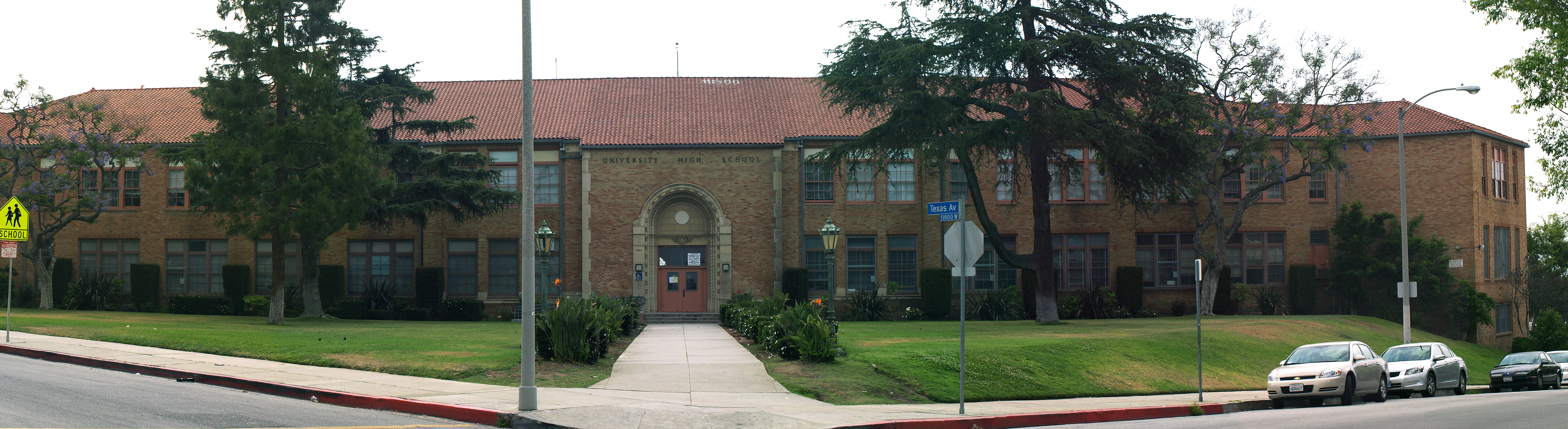
ユニバーシティ高校外観

- ハード・キャンディ(1999)
- ホット・チック(2002)
- ブルース・オールマイティ(2003)
- 恋のクリスマス大作戦(2004)
- フリーダム・ライターズ(2007)
- スモーキング・ハイ(2008)
- お願い!プレイメイト(2009)
- バレンタインデー(2010)

### テレビドラマ
- アンジェラ 15歳の日々(1994)
- おとぼけスティーブンス一家(2001‐2004)
- アレステッド・ディベロプメント(2003‐2006)

## 出身者
- サンドラ・ディー、俳優 [1]
- ジュディ・ガーランド、俳優 [1]
- ジョン・デンスモア、俳優 [1]
- ナンシー・シナトラ、歌手 [1]
- エリザベス・テイラー、俳優 [1]
- ジェフ・ブリッジス、俳優 [1]
- ジェームズ・ブローリン、俳優 [1]
- マリリン・モンロー、俳優 [1]
- デイヴ・ナヴァロ、音楽家 [1]
- ランディ・ニューマン、俳優 [2]